# Cesaspheniscus debskii
Cesaspheniscus debskii är en tvåvingeart som först beskrevs av Efflatoun 1924.  Cesaspheniscus debskii ingår i släktet Cesaspheniscus och familjen borrflugor. Inga underarter finns listade i Catalogue of Life.